# فردیناند بریکود

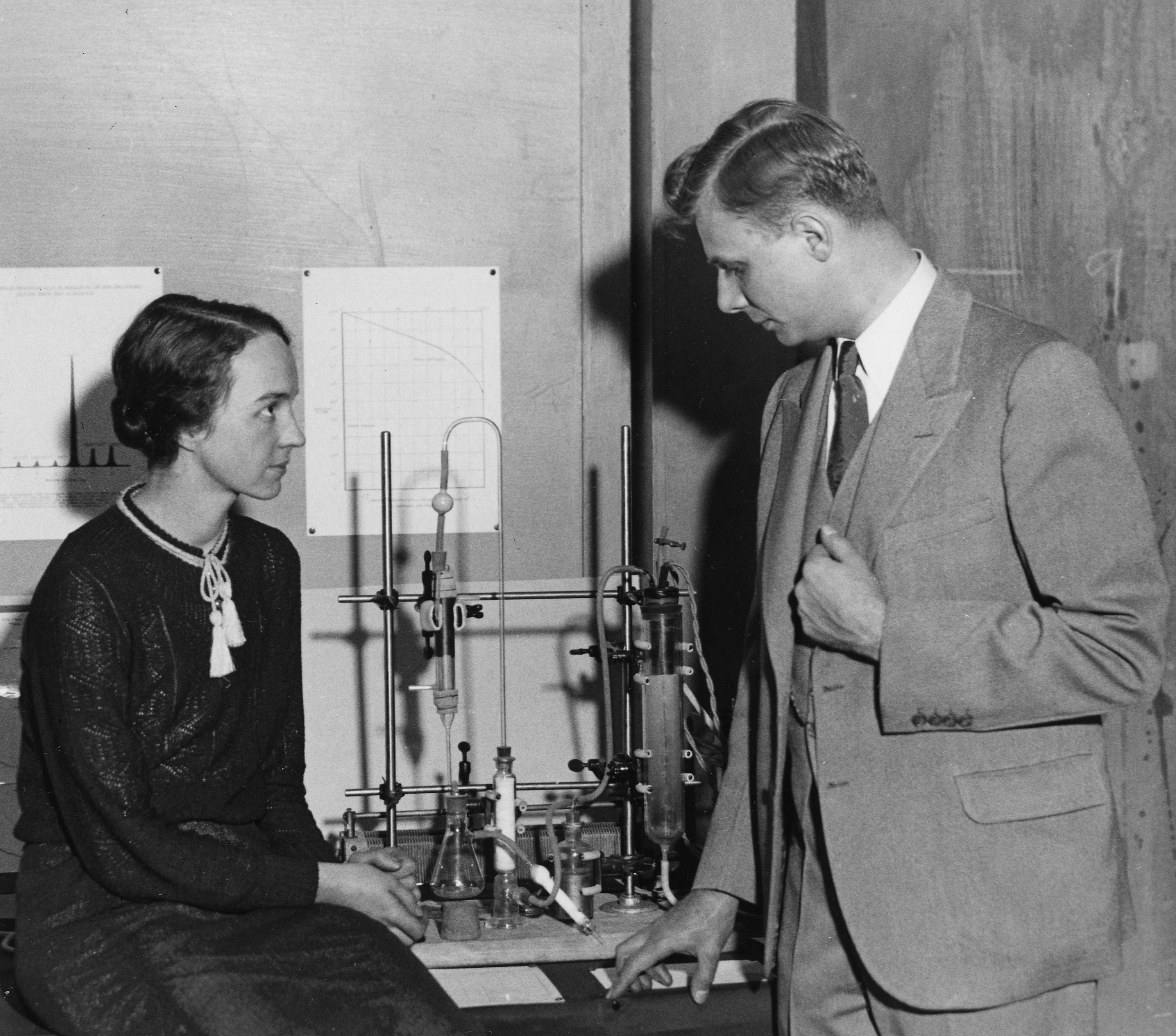
فردیناند بریکود (سمت راست) در کنار همسر فیزیکدانش «ماریون لانگهورن هاوارد بریکود»، در بین آن‌ها دستگاهی برای ساختن آب سنگین قراردارد.

 فردیناند بریکود (انگلیسی: Ferdinand Brickwedde؛ زادهٔ ۱۹۰۳ درگذشتهٔ ۱۹۸۹) فیزیک‌دان بود.